# 墨西哥的UFO目击事件
这是一个关于在墨西哥目击不明飞行物的列表。

## 1883年
- 1883年8月12日，墨西哥天文学家何塞·包尼牙(Jose Bonilla)在墨西哥的萨卡特卡斯天文台(Zacatecas Observatory)观测太阳黑子活动时报告说，他称“看到300多个身份不明的黑暗物体在太阳面前穿过”。他以百分之一秒曝光湿板拍摄多张照片。尽管后来发现这些物体实际上是高飞的大雁，但何塞·包尼牙通常是认为是最早拍摄过“不明飞行物”照片的人，[1] 一些不明飞行物文献将这些照片解释为外星人飞船或未解之谜。

## 1974年
- 据不明飞行物专家介绍，1974年8月25日，古亚米镇附近，当地居民报告了一起不明飞行物与一架小型飞机在空中相撞的事件，随后军方进行了军调查并对此事进行了掩盖。然而，历史学家表示，这种“UFO报告”很可能是1974年一架塞斯纳(Cessna)飞机坠毁和军方打捞行动的结果。[2]

## 2004年
- 3月5日星期五，墨西哥空军飞行员使用红外设备搜索毒品走私飞机，在坎佩切南部上空发现了11个不明飞行物体。墨西哥国防部于5月12日发布了一份新闻稿，并附上了一段在11500英尺高空拍摄到的移动明亮光线的录像。墨西哥幽浮学专家杰米·莫桑将录像带解读为“外星人探访的证据”,但是科学作家和怀疑论者迈克尔谢尔默批评目击者的描述“变化多端”,他称“这就像听一个渔夫讲故事，每一次复述都在变化”,而其他专家则认为这些光最有可能是墨西哥湾海上石油平台燃烧的火焰。[3]

## 参阅
- UFO事件列表